# Eduardo Alves da Silva
Eduardo Alves „Dudu“ da Silva (* 25. Februar 1983 in Rio de Janeiro, Brasilien), besser bekannt als Eduardo, ist ein ehemaliger kroatisch-brasilianischer Fußballspieler. Zuletzt stand er beim polnischen Klub Legia Warschau unter Vertrag.

## Karriere

### Vereine
1998 wechselte Eduardo vom brasilianischen Verein CBF Nova Kennedy in die Jugend von Dinamo Zagreb. Von 1999 bis 2000 verbrachte er zwei Spielzeiten bei Bangu AC in Rio de Janeiro. 2000 kehrte er in die Jugend von Dinamo Zagreb zurück. In der Saison 2001/02 schaffte „Dudu“ den Durchbruch und stieß zum Dinamo-Profikader.
Von 2002 bis 2003 wurde Eduardo abermals ausgeliehen, diesmal an Inter Zaprešić. 2003 kehrte er zu den Modri zurück, bei denen er seitdem Stammspieler war. Nach dem Karriereende von Zoran Mamić im März 2007 wurde Eduardo Kapitän von Dinamo.
Im Juli 2007 wechselte er zum FC Arsenal. Die Ablösesumme betrug nach Angaben einiger Zeitschriften 24 Millionen Euro, wobei andere Nachrichtenagenturen, wie z. B. die BBC, von einer Ablösesumme von nur elf Millionen Euro sprachen. Da beide Vereine keine offiziellen Angaben machten, ließ sich diese Frage nicht eindeutig klären.
Am 23. Februar 2008 brach sich Eduardo in der Premier-League-Partie bei Birmingham City durch ein Foul von Martin Taylor das linke Schien- und Wadenbein. Er fiel für die restliche Saison und die EM 2008 aus. Am 16. Dezember 2008 gab Eduardo sein Comeback in der Reservemannschaft gegen Portsmouth, erlitt dabei aber erneut eine leichte Verletzung. Am 16. Februar 2009 steuerte er bei seinem Comeback für Arsenals erste Mannschaft im FA Cup gegen Cardiff City zwei Tore zum 4:0-Heimsieg bei.
In der Sommerpause 2010 wechselte Eduardo zu Schachtar Donezk.
Zur Saison 2014/15 wechselte er zum brasilianischen Erstligisten Flamengo Rio de Janeiro.

### Nationalmannschaft
Im Jahr 2002 erhielt er die kroatische Staatsbürgerschaft. Zwei Jahre darauf gab Eduardo sein Debüt für die kroatische U21-Nationalmannschaft. Sein erstes Spiel für die A-Nationalmannschaft bestritt er 2004 in einem Freundschaftsspiel gegen Irland. Trotz seiner guten Leistungen in der kroatischen Liga wurde er nicht für die WM 2006 nominiert. Den Durchbruch in der A-Nationalmannschaft schaffte er dann kurz nach der WM und wurde später zu einem der wichtigsten Spieler in der erfolgreichen Qualifikation Kroatiens für die Endrunde der EM 2008. Mit zehn Toren in zwölf Spielen war Eduardo hinter dem Nordiren David Healy (13 Tore) zweitbester Torschütze in der EM-Qualifikation. Nach seiner schweren Verletzung am 23. Februar 2008 kehrte der Stürmer am 1. April 2009 im WM-Qualifikationsspiel für Südafrika 2010 gegen Andorra in die Startelf der Nationalmannschaft zurück.
Nach der WM 2014, bei der der gebürtige Brasilianer lediglich einmal als Einwechselspieler zum Einsatz kam, beendete Eduardo mit 31 Jahren seine Laufbahn in der kroatischen Nationalmannschaft. In der spärlichen Begründung gab er Benachteiligungen und Anfeindungen aus dem Umfeld des Teams an.

## Rekorde
In der Saison 2006/07 schoss Eduardo für Dinamo Zagreb 34 Tore in 33 Ligaspielen.

## Erfolge
Titel
- Ukrainischer Meister: 2011, 2012
- Ukrainischer Pokal: 2011, 2012
- Ukrainischer Supercup: 2012
- Kroatischer Meister: 2006, 2007
- Kroatischer Pokal: 2002, 2007
- Kroatischer Supercup: 2002, 2006

Auszeichnungen
- Kroatiens Fußballer des Jahres: 2006
- Bester Spieler der kroatischen Liga: 2006, 2007
- HNL-Torschützenkönig: 2007